# Henri Minko
Pour les articles homonymes, voir Minko.
 (décembre 2011).
Si vous disposez d'ouvrages ou d'articles de référence ou si vous connaissez des sites web de qualité traitant du thème abordé ici, merci de compléter l'article en donnant les références utiles à sa vérifiabilité et en les liant à la section « Notes et références ».
Henri Minko, né le 6 mai 1934 à Libreville (Gabon) sous le nom de M'ba et mort le 12 novembre 2024 à Neuilly-sur-Seine,, est un juriste et un ancien homme d'État gabonais.

## Biographie
Il est admis au statut civil français de droit commun par décret no  2038x 52-98 en date du 20 juin 1952, il prend le nom de son père (Samuel Minko). Il fait ses études primaires à l’École Montfort de Libreville dirigée par les Frères missionnaires de l’Ordre de Saint Gabriel (1943-1948) puis ses études secondaires au collège Bessieux de Libreville (1948-1955) dirigé par les Pères missionnaires de la Congrégation des Spiritains.
Il fait son service militaire au Bataillon d’infanterie du Contingent Congo-Gabon basé à Bouar (Centrafrique), puis à l’État Major de Détachement Militaire Autonome basé à Bangui (Centrafrique). En octobre 1955 en qualité de candidat libre, il subit à Bangui puis à Brazzaville les épreuves du Bac et obtient le Baccalauréat de l’Enseignement Secondaire, Première Partie, Série classique B., diplôme délivré par l’Académie de Bordeaux.
En octobre 1958, il est intégré dans le Corps des Secrétaires Principaux de l’Administration et affecté en qualité d’Adjoint au Chef du District (Sous-préfet) de Lambaréné dans le Moyen-Ogooué. En septembre 1959, étant fonctionnaire et en tant que candidat libre, il subit avec succès les épreuves du Baccalauréat de l’enseignement secondaire Deuxième partie, Série Sciences Expérimentales, diplôme délivré par le Ministre Français de l’Éducation Nationale sur rapport de l’Académie de Bordeaux et, en octobre 1959, il démissionne de la Fonction Publique. Il obtient alors une bourse en vue de poursuivre des études supérieures en France.
Il fait ensuite des études de droit à la Faculté de Droit et des Sciences Économiques de Poitiers (1959-1961) puis à Rennes (1961-1963). Il obtient une maîtrise en Droit avec mention « Bien ».
Après deux années (1963-1965) de stage de formation professionnelle des Inspecteurs polyvalents des Impôts à l’École Nationale Française des Impôts de Paris Montmorency, il obtient en mars 1965 le diplôme d’Études Supérieures (DES) de Droit Public à la Faculté de Droit et des Sciences Économiques de Paris I et soutient en mai 1979 une thèse intitulée La Fiscalité Gabonaise du Développement devant un Jury de la Faculté des Sciences Économiques, des Sciences Humaines, des Sciences Juridiques et Politiques de Paris I. Panthéon – Sorbonne et est admis au grade de Docteur d’État en Droit avec mention « Très Bien ».
En septembre 1965, il retourne au Gabon après avoir obtenu la maîtrise en Droit ainsi que le Diplôme d’Études Supérieures en Droit Public et après avoir subi avec succès les épreuves de l’examen professionnel de fin de stage de formation des Inspecteurs polyvalents des Impôts, le tout entre octobre 1959 et juillet 1965, soit  en six ans sans échec. Il est intégré en novembre 1965 dans la fonction publique au sein du Corps des Inspecteurs Centraux des Impôts et affecté au Service des Domaines, de l’Enregistrement, de la Conservation Foncière et des Hypothèques et est élevé, en novembre 1971 au grade d’Inspecteur Principal des Impôts, de l’Enregistrement, de la Conservation Foncière et des Hypothèques puis, en octobre 1973, Directeur Général des Domaines, de l’Enregistrement, de la Conservation Foncière et des Hypothèques.
Nommé Secrétaire d’État aux Finances chargé des Domaines, de l’Enregistrement, de la Conservation Foncière et des Hypothèques en février 1974, il est nommé  Ministre des Domaines, de l’Enregistrement, de la Conservation Foncière et des Hypothèques en avril 1974.
Ministre d’État, Ministre des Domaines, du Cadastre, de l’Habitat et de l’Urbanisme (juillet 1976), il quitte le Gouvernement en novembre 1990 et est nommé Commissaire Général à la Présidence de la République chargé de la Conservation Foncière et des Hypothèques en décembre.
Il est admis à faire valoir ses droits à la retraite en novembre 2002.

## Distinctions honorifiques
- Grand Officier dans l’Ordre du Mérite (Gabon).
- Grand Officier dans l’Ordre de l'Étoile équatoriale (Gabon).
- Commandeur de la Légion d'honneur (France).

## Écrits
- Le régime domanial de la République gabonaise (1970)
- Le régime foncier de la République gabonaise, l'immatriculation (1970)
- La fiscalité gabonaise (1979)
- La fiscalité gabonaise du développement (1981)
- Repère de l’histoire politique et administrative du Gabon 1900-1960 (2011)